# Glasgow Green

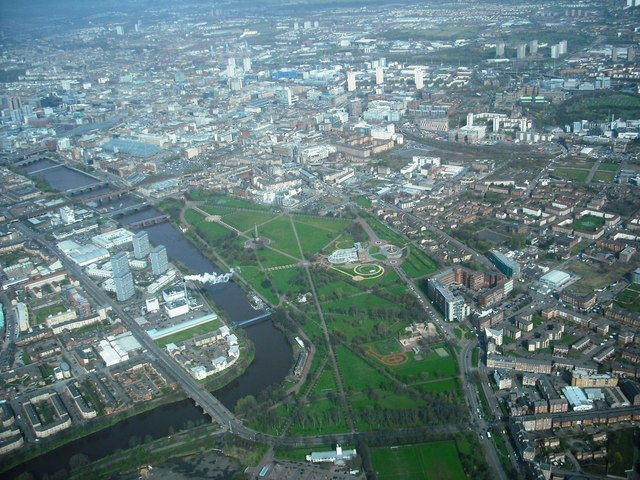
Vista aerea di Glasgow Green.

Glasgow Green è un parco ad est di Glasgow, in Scozia, sulla riva nord del fiume Clyde. Il parco è il più antico della città e la sua storia risale al XV secolo.

## Storia
Giacomo II di Scozia concesse nel 1450 terre al vescovo William Turnbull e al popolo di Glasgow. La zona era molto diversa in quel periodo rispetto ad oggi ed era collinosa e paludosa. Numerosi piccoli fiumi attraversavano l'area. Il parco fu utilizzato in quel momento per una varietà di scopi tra cui il nuoto. Nel 1752, il parco fu ampliato ad est quando un'area chiamata "Fleshers 'Haugh" fu acquistata da un proprietario privato.
Nel 1817 e 1826, furono fatti lavori per migliorare il parco, compresi i fiumi che vennero condotti e l'area drenata e livellata. Successivamente fu scoperto il carbone nella zona del parco e furono proposti suggerimenti per l'estrazione di esso, che suscitò una grande resistenza nella popolazione. Le proposte per l'estrazione mineraria furono fatte molte volte durante il XIX secolo, ma non furono mai approvate dalle autorità.
Nella "Fleshers 'Haug" dei membri di una squadra di canottaggio locale giocò una partita di calcio. Questa squadra in seguito divenne Rangers FC. Nel corso degli anni ci sono state anche numerose manifestazioni a Glasgow Green.
Nel 1898 alla periferia di Glasgow Green fu aperto il Palazzo del popolo. Il lato est della città era sovraffollato e la popolazione dovette fare i conti contro i problemi di salute.
Nel XX secolo il parco ha ospitato vari eventi musicali. Nel 2004 fu sede del Download Festival Scotland, con la partecipazione di Metallica, Linkin Park, Korn e Slipknot. Nel maggio 2014 ospitò il BBC Radio 1's Big Weekend, seguito da 50 000 spettatori. Dal 2017 è sede del festival musicale TRNSMT.
Ospita annualmente l'arrivo della Great Scottish Run, corsa che si tiene ogni mese di ottobre; i corridori entrano nel parco attraverso l'arco di McLennan.

## Punti di interesse

### Monumento a Nelson

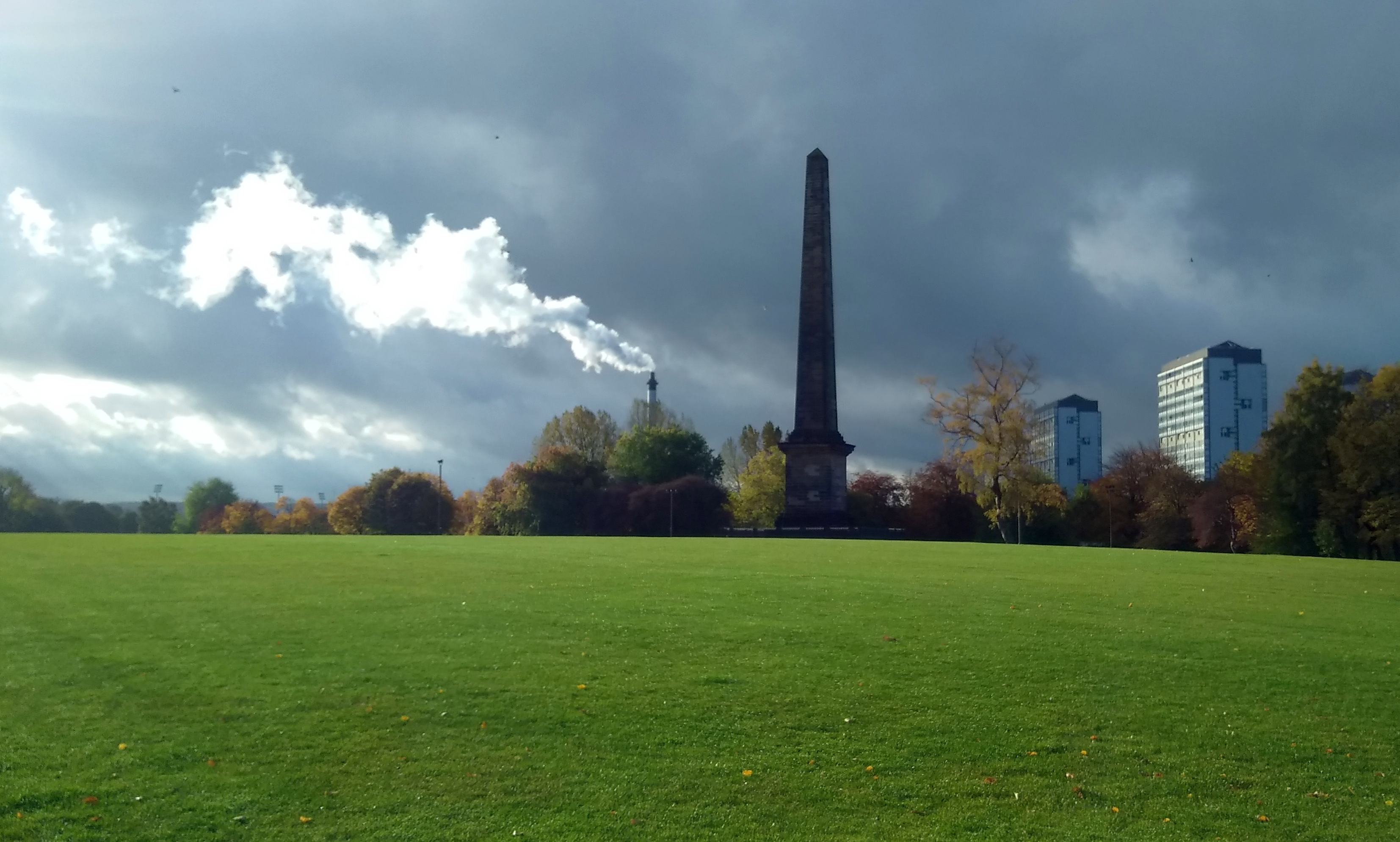
Il monumento a Nelson

Nel 1806, un anno dopo la morte dell'ammiraglio Nelson, all'interno del Glasgow Green venne eretto un monumento alto 43,5 metri (143 ft). Si tratta del primo monumento pubblico eretto per commemorare la morte dell'ammiraglio, di trent'anni anteriore alla Colonna di Trafalgar square di Londra. Quattro anni dopo essere stato costruito venne colpito da un fulmine, che ne fece crollare una porzione di 6 metri sulla sommità; il danno venne però rapidamente riparato.  Nel 2002 con una spesa di 900.000 sterline il monumento venne restaurato riportandolo allo stato originale, che si era deteriorato nei due secoli trascorsi dalla sua costruzione. È stato inserito nella lista dei Listed building della Scozia nel 1970.

### Ponte sospeso St. Andrew's
Nel 1855 venne inaugurato il St. Andrew's Suspension Bridge, un ponte sospeso che collega il parco con la zona di Hutchesontown, a sud. Fu realizzato per sostituire un traghetto che risultava spesso sovraffollato. Il ponte venne riparato nel 1871 e nel 1905, e fu oggetto tra il 1996 e il 1998 di un programma di radicale rinnovamento, parzialmente finanziato dall'Unione europea. È incluso tra i Listed building della Scozia.

### Fontane
Nel 1881 nel parco venne costruita una fontana per commemorare William Collins, uno storico attivista del movimento per la temperanza che fu anche Lord Provost di Glasgow tra il 1877 e il 1880. Nel 1992 la fontana venne posizionata nella sua attuale collocazione e cioè dietro al McLennan Arch.
La Doulton Fountain, donata alla città di Glasgow da Sir Henry Doulton in occasione della Esposizione internazionale di Glasgow del 1888, fu spostata al Green nel 1890.  Progettata dall'architetto Arthur E. Pearce, è alta 46 piedi (14 m) e venne ostruita dalla Royal Doulton in onore del regno della Regina vittoria. È composta da una vasca di  70 piedi (21 m) di larghezza, con al centro una statua della regina con dimensioni poco più grandi di quelle reali del soggetto, circondata da quattro statue in grandezza naturale di personaggi simboleggianti Australasia, Canada, India e Sudafrica. Nel 1891 un fulmine distrusse la statua della regina, e piuttosto che consentire al comune di Glasgow di sostituire la statua con un'urna Doulton pagò perché fosse scolpita a mano una seconda statua della sovrana. Nel corso degli Anni Sessanta del Novecento lo stato di conservazione della fontana peggiorò molto e le venne anche tolta l'alimentazione idrica. A partire dal 2002 però venne attuato un programma di restauro del costo di 2 milioni di sterline che riportò la fontana alla sua condizione originaria. Nel 2004 la fontana è stata trasferita nella sua attuale posizione, e cioè di fronte al "People's Palace". Anche questa fontana è inclusa tra i Listed building della Scozia, in questo caso di categoria "A".

### People's Palace

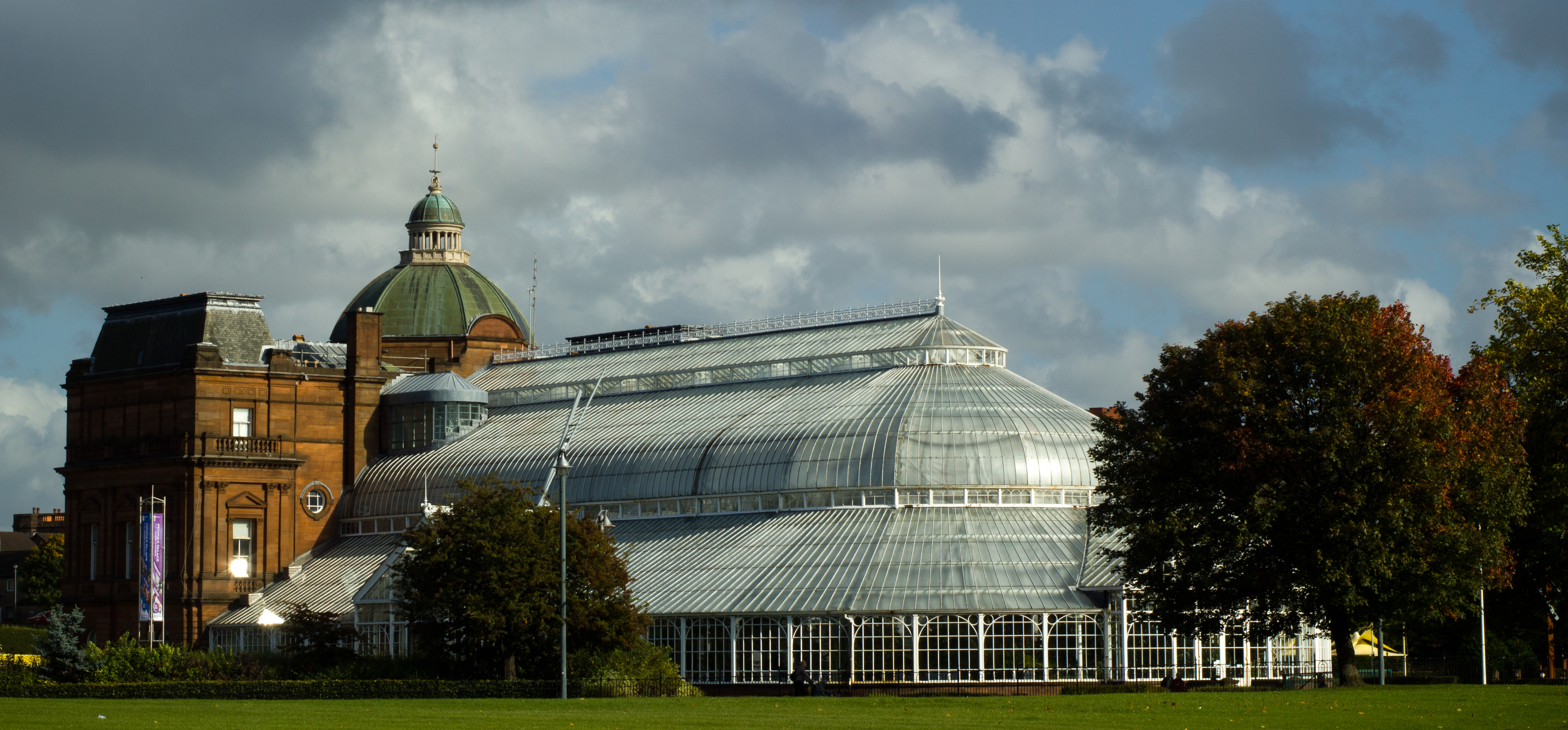
Il Palazzo del popolo e i Winter Gardens.

Il People's Palace (Palazzo del Popolo) è un edificio pubblico che venne inaugurato nel 1898, destinato a fungere da centro culturale per gli abitanti della zona orientale di Glasgow (East end). Originariamente disponeva di stanze per la lettura al piano terreno, di un museo al primo piano e di una galleria d'arte al secondo; a partire dagli Anni Quaranta del Novecento fu utilizzato come museo dedicato alla storia di Glasgow. Anch'esso è incluso tra i Listed building della Scozia di categoria A.

### Arco di McLennan

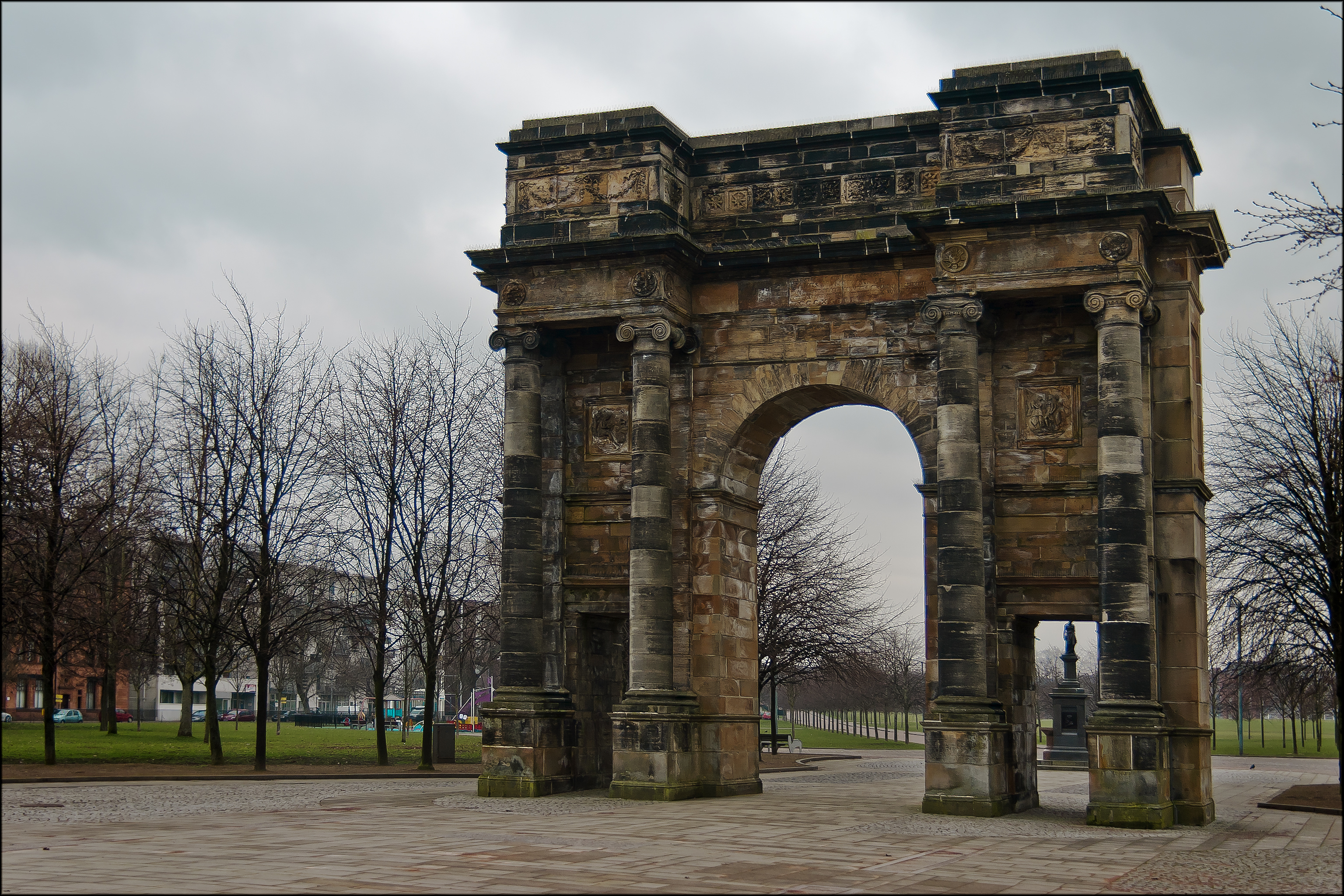
McLennan Arch

A seguito della demolizione avvenuta nel 1890 delle  Assembly Rooms, a suo tempo progettate da James e Robert Adam, nel 1892 l'arco che formava la parte centrale della facciata dell'edificio fu ricostruito e collocato all'estremità occidentale di Monteith Row a spese di James McLennan. L'arco venne ancora trasferito nel 1922 sul limite occidentale del Green, di fronte a Charlotte Street. Nel 1991 l'arco venne nuovamente spostato alla sua attuale posizione, e cioè davanti alla Old High Court in Saltmarket.